# Unicodeblock Meitei-Mayek
Der Unicodeblock Meitei-Mayek (engl. Meetei Mayek, U+ABC0 bis U+ABFF) kodiert die Meitei-Mayek-Schrift, einen Abkömmling der Brahmi-Schrift, der früher zur Schreibung des Meitei im indischen Bundesstaat Manipur verwendet wurde.

## Tabelle
| Unicodenummer  | Zeichen (400 %) | Kategorie                               | Bidirektionale Klasse       | Offizielle Bezeichnung          | Beschreibung                      |
| -------------- | --------------- | --------------------------------------- | --------------------------- | ------------------------------- | --------------------------------- |
| U+ABC0 (43968) | ꯀ               | anderer Buchstabe, Silbe oder Ideogramm | links nach rechts           | MEETEI MAYEK LETTER KOK         | Meitei-Mayek-Buchstabe Ka         |
| U+ABC1 (43969) | ꯁ               | anderer Buchstabe, Silbe oder Ideogramm | links nach rechts           | MEETEI MAYEK LETTER SAM         | Meitei-Mayek-Buchstabe Sa         |
| U+ABC2 (43970) | ꯂ               | anderer Buchstabe, Silbe oder Ideogramm | links nach rechts           | MEETEI MAYEK LETTER LAI         | Meitei-Mayek-Buchstabe La         |
| U+ABC3 (43971) | ꯃ               | anderer Buchstabe, Silbe oder Ideogramm | links nach rechts           | MEETEI MAYEK LETTER MIT         | Meitei-Mayek-Buchstabe Ma         |
| U+ABC4 (43972) | ꯄ               | anderer Buchstabe, Silbe oder Ideogramm | links nach rechts           | MEETEI MAYEK LETTER PA          | Meitei-Mayek-Buchstabe Pa         |
| U+ABC5 (43973) | ꯅ               | anderer Buchstabe, Silbe oder Ideogramm | links nach rechts           | MEETEI MAYEK LETTER NA          | Meitei-Mayek-Buchstabe Na         |
| U+ABC6 (43974) | ꯆ               | anderer Buchstabe, Silbe oder Ideogramm | links nach rechts           | MEETEI MAYEK LETTER CHIL        | Meitei-Mayek-Buchstabe Ca         |
| U+ABC7 (43975) | ꯇ               | anderer Buchstabe, Silbe oder Ideogramm | links nach rechts           | MEETEI MAYEK LETTER TIL         | Meitei-Mayek-Buchstabe Ta         |
| U+ABC8 (43976) | ꯈ               | anderer Buchstabe, Silbe oder Ideogramm | links nach rechts           | MEETEI MAYEK LETTER KHOU        | Meitei-Mayek-Buchstabe Kha        |
| U+ABC9 (43977) | ꯉ               | anderer Buchstabe, Silbe oder Ideogramm | links nach rechts           | MEETEI MAYEK LETTER NGOU        | Meitei-Mayek-Buchstabe Nga        |
| U+ABCA (43978) | ꯊ               | anderer Buchstabe, Silbe oder Ideogramm | links nach rechts           | MEETEI MAYEK LETTER THOU        | Meitei-Mayek-Buchstabe Tha        |
| U+ABCB (43979) | ꯋ               | anderer Buchstabe, Silbe oder Ideogramm | links nach rechts           | MEETEI MAYEK LETTER WAI         | Meitei-Mayek-Buchstabe Wa         |
| U+ABCC (43980) | ꯌ               | anderer Buchstabe, Silbe oder Ideogramm | links nach rechts           | MEETEI MAYEK LETTER YANG        | Meitei-Mayek-Buchstabe Ya         |
| U+ABCD (43981) | ꯍ               | anderer Buchstabe, Silbe oder Ideogramm | links nach rechts           | MEETEI MAYEK LETTER HUK         | Meitei-Mayek-Buchstabe Ha         |
| U+ABCE (43982) | ꯎ               | anderer Buchstabe, Silbe oder Ideogramm | links nach rechts           | MEETEI MAYEK LETTER UN          | Meitei-Mayek-Buchstabe U          |
| U+ABCF (43983) | ꯏ               | anderer Buchstabe, Silbe oder Ideogramm | links nach rechts           | MEETEI MAYEK LETTER I           | Meitei-Mayek-Buchstabe I          |
| U+ABD0 (43984) | ꯐ               | anderer Buchstabe, Silbe oder Ideogramm | links nach rechts           | MEETEI MAYEK LETTER PHAM        | Meitei-Mayek-Buchstabe Pha        |
| U+ABD1 (43985) | ꯑ               | anderer Buchstabe, Silbe oder Ideogramm | links nach rechts           | MEETEI MAYEK LETTER ATIYA       | Meitei-Mayek-Buchstabe A          |
| U+ABD2 (43986) | ꯒ               | anderer Buchstabe, Silbe oder Ideogramm | links nach rechts           | MEETEI MAYEK LETTER GOK         | Meitei-Mayek-Buchstabe Ga         |
| U+ABD3 (43987) | ꯓ               | anderer Buchstabe, Silbe oder Ideogramm | links nach rechts           | MEETEI MAYEK LETTER JHAM        | Meitei-Mayek-Buchstabe Jha        |
| U+ABD4 (43988) | ꯔ               | anderer Buchstabe, Silbe oder Ideogramm | links nach rechts           | MEETEI MAYEK LETTER RAI         | Meitei-Mayek-Buchstabe Ra         |
| U+ABD5 (43989) | ꯕ               | anderer Buchstabe, Silbe oder Ideogramm | links nach rechts           | MEETEI MAYEK LETTER BA          | Meitei-Mayek-Buchstabe Ba         |
| U+ABD6 (43990) | ꯖ               | anderer Buchstabe, Silbe oder Ideogramm | links nach rechts           | MEETEI MAYEK LETTER JIL         | Meitei-Mayek-Buchstabe Ja         |
| U+ABD7 (43991) | ꯗ               | anderer Buchstabe, Silbe oder Ideogramm | links nach rechts           | MEETEI MAYEK LETTER DIL         | Meitei-Mayek-Buchstabe Da         |
| U+ABD8 (43992) | ꯘ               | anderer Buchstabe, Silbe oder Ideogramm | links nach rechts           | MEETEI MAYEK LETTER GHOU        | Meitei-Mayek-Buchstabe Gha        |
| U+ABD9 (43993) | ꯙ               | anderer Buchstabe, Silbe oder Ideogramm | links nach rechts           | MEETEI MAYEK LETTER DHOU        | Meitei-Mayek-Buchstabe Dha        |
| U+ABDA (43994) | ꯚ               | anderer Buchstabe, Silbe oder Ideogramm | links nach rechts           | MEETEI MAYEK LETTER BHAM        | Meitei-Mayek-Buchstabe Bha        |
| U+ABDB (43995) | ꯛ               | anderer Buchstabe, Silbe oder Ideogramm | links nach rechts           | MEETEI MAYEK LETTER KOK LONSUM  | Meitei-Mayek-Buchstabe Schluss-K  |
| U+ABDC (43996) | ꯜ               | anderer Buchstabe, Silbe oder Ideogramm | links nach rechts           | MEETEI MAYEK LETTER LAI LONSUM  | Meitei-Mayek-Buchstabe Schluss-L  |
| U+ABDD (43997) | ꯝ               | anderer Buchstabe, Silbe oder Ideogramm | links nach rechts           | MEETEI MAYEK LETTER MIT LONSUM  | Meitei-Mayek-Buchstabe Schluss-M  |
| U+ABDE (43998) | ꯞ               | anderer Buchstabe, Silbe oder Ideogramm | links nach rechts           | MEETEI MAYEK LETTER PA LONSUM   | Meitei-Mayek-Buchstabe Schluss-P  |
| U+ABDF (43999) | ꯟ               | anderer Buchstabe, Silbe oder Ideogramm | links nach rechts           | MEETEI MAYEK LETTER NA LONSUM   | Meitei-Mayek-Buchstabe Schluss-N  |
| U+ABE0 (44000) | ꯠ               | anderer Buchstabe, Silbe oder Ideogramm | links nach rechts           | MEETEI MAYEK LETTER TIL LONSUM  | Meitei-Mayek-Buchstabe Schluss-T  |
| U+ABE1 (44001) | ꯡ               | anderer Buchstabe, Silbe oder Ideogramm | links nach rechts           | MEETEI MAYEK LETTER NGOU LONSUM | Meitei-Mayek-Buchstabe Schluss-Ng |
| U+ABE2 (44002) | ꯢ               | anderer Buchstabe, Silbe oder Ideogramm | links nach rechts           | MEETEI MAYEK LETTER I LONSUM    | Meitei-Mayek-Buchstabe Schluss-I  |
| U+ABE3 (44003) | ꯣ                | Markierung mit Extrabreite              | links nach rechts           | MEETEI MAYEK VOWEL SIGN ONAP    | Meitei-Mayek-Vokalzeichen O       |
| U+ABE4 (44004) | ꯤ                | Markierung mit Extrabreite              | links nach rechts           | MEETEI MAYEK VOWEL SIGN INAP    | Meitei-Mayek-Vokalzeichen I       |
| U+ABE5 (44005) | ꯥ                | Markierung ohne Extrabreite             | Markierung ohne Extrabreite | MEETEI MAYEK VOWEL SIGN ANAP    | Meitei-Mayek-Vokalzeichen Aa      |
| U+ABE6 (44006) | ꯦ                | Markierung mit Extrabreite              | links nach rechts           | MEETEI MAYEK VOWEL SIGN YENAP   | Meitei-Mayek-Vokalzeichen E       |
| U+ABE7 (44007) | ꯧ                | Markierung mit Extrabreite              | links nach rechts           | MEETEI MAYEK VOWEL SIGN SOUNAP  | Meitei-Mayek-Vokalzeichen Ou      |
| U+ABE8 (44008) | ꯨ                | Markierung ohne Extrabreite             | Markierung ohne Extrabreite | MEETEI MAYEK VOWEL SIGN UNAP    | Meitei-Mayek-Vokalzeichen U       |
| U+ABE9 (44009) | ꯩ                | Markierung mit Extrabreite              | links nach rechts           | MEETEI MAYEK VOWEL SIGN CHEINAP | Meitei-Mayek-Vokalzeichen Ei      |
| U+ABEA (44010) | ꯪ                | Markierung mit Extrabreite              | links nach rechts           | MEETEI MAYEK VOWEL SIGN NUNG    | Meitei-Mayek-Anusvara             |
| U+ABEB (44011) | ꯫               | andere Interpunktion                    | links nach rechts           | MEETEI MAYEK CHEIKHEI           | Meitei-Mayek-doppeltes Danda      |
| U+ABEC (44012) | ꯬                | Markierung mit Extrabreite              | links nach rechts           | MEETEI MAYEK LUM IYEK           | Meitei-Mayek-Zeichen schwerer Ton |
| U+ABED (44013) | ꯭                | Markierung ohne Extrabreite             | Markierung ohne Extrabreite | MEETEI MAYEK APUN IYEK          | Meitei-Mayek-Virama               |
| U+ABF0 (44016) | ꯰               | Dezimalziffer                           | links nach rechts           | MEETEI MAYEK DIGIT ZERO         | Meitei-Mayek-Ziffer Null          |
| U+ABF1 (44017) | ꯱               | Dezimalziffer                           | links nach rechts           | MEETEI MAYEK DIGIT ONE          | Meitei-Mayek-Ziffer Eins          |
| U+ABF2 (44018) | ꯲               | Dezimalziffer                           | links nach rechts           | MEETEI MAYEK DIGIT TWO          | Meitei-Mayek-Ziffer Zwei          |
| U+ABF3 (44019) | ꯳               | Dezimalziffer                           | links nach rechts           | MEETEI MAYEK DIGIT THREE        | Meitei-Mayek-Ziffer Drei          |
| U+ABF4 (44020) | ꯴               | Dezimalziffer                           | links nach rechts           | MEETEI MAYEK DIGIT FOUR         | Meitei-Mayek-Ziffer Vier          |
| U+ABF5 (44021) | ꯵               | Dezimalziffer                           | links nach rechts           | MEETEI MAYEK DIGIT FIVE         | Meitei-Mayek-Ziffer Fünf          |
| U+ABF6 (44022) | ꯶               | Dezimalziffer                           | links nach rechts           | MEETEI MAYEK DIGIT SIX          | Meitei-Mayek-Ziffer Sechs         |
| U+ABF7 (44023) | ꯷               | Dezimalziffer                           | links nach rechts           | MEETEI MAYEK DIGIT SEVEN        | Meitei-Mayek-Ziffer Sieben        |
| U+ABF8 (44024) | ꯸               | Dezimalziffer                           | links nach rechts           | MEETEI MAYEK DIGIT EIGHT        | Meitei-Mayek-Ziffer Acht          |
| U+ABF9 (44025) | ꯹               | Dezimalziffer                           | links nach rechts           | MEETEI MAYEK DIGIT NINE         | Meitei-Mayek-Ziffer Neun          |